# بو اريكسون (رامي مطرقة)
بو اريكسون (بالسويدية: Bo Ericson)‏ هو رامي مطرقة سويدي، ولد في 28 يناير 1919 في غوتنبرغ في السويد، وتوفي في 14 فبراير 1970 في كارلستاد في السويد.

## وصلات خارجية
- بو اريكسون على موقع أوليمبيديا (الإنجليزية)
- بو اريكسون على موقع اللجنة الأولمبية السويدية (السويدية)